# Nederlandse Bachvereniging

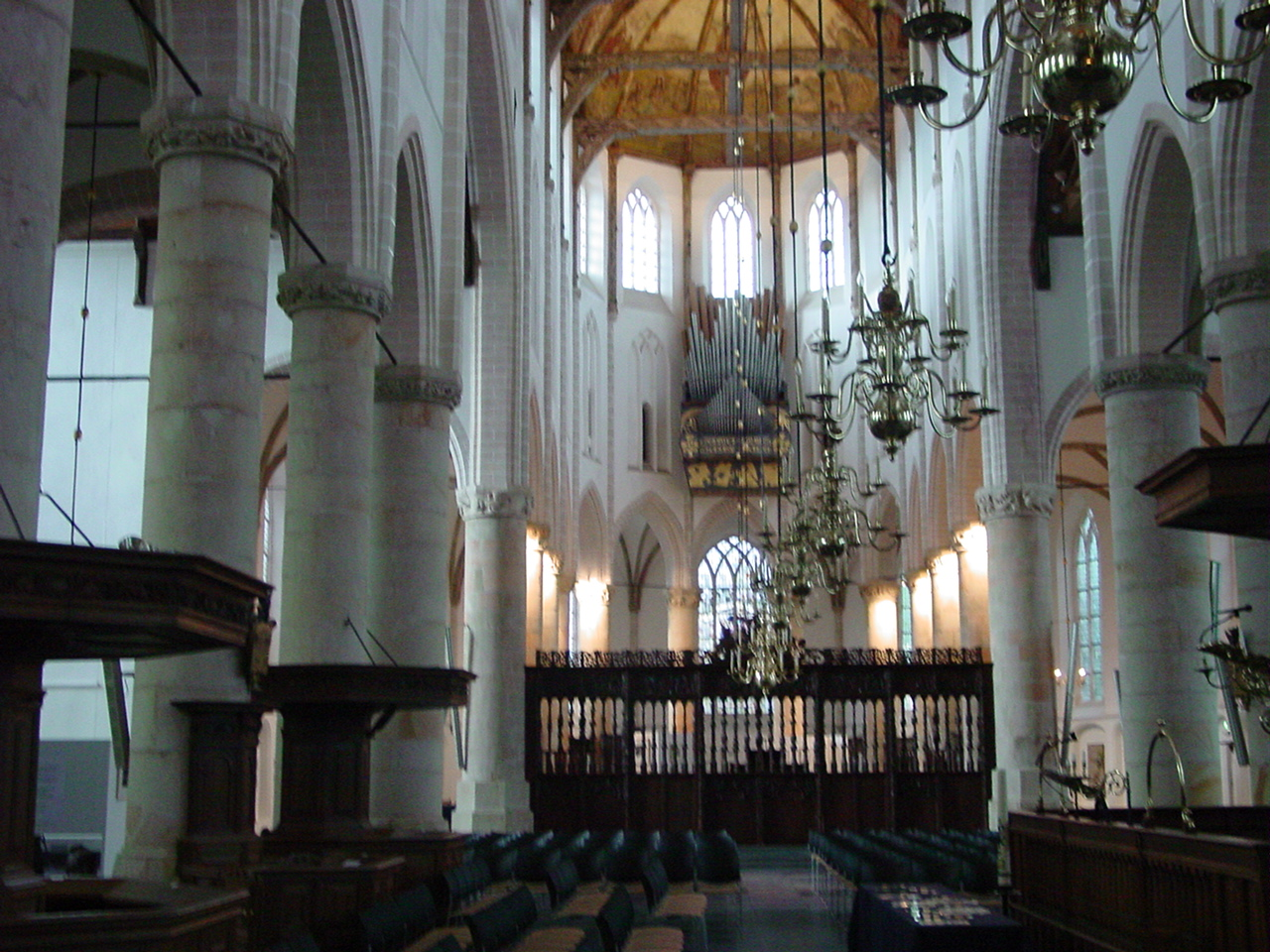
Grote of St. Vituskerk in Naarden waar de jaarlijkse uitvoeringen van de Mattheus plaatsvinden

De Nederlandse Bachvereniging is een Nederlands ensemble dat klassieke muziek uitvoert, met name het werk van Johann Sebastian Bach en tijdgenoten. Het ensemble bestaat uit een orkest van ca. 25 leden en een gemengd koor met ca. 12 zangers. Shunske Sato was vanaf 2018 artistiek leider en dirigent. De Nederlandse Bachvereniging voert het werk van Bach uit met een kleine bezetting en origineel instrumentarium. 

## Geschiedenis
De Nederlandse Bachvereniging is in 1921 opgericht, met als eerste doel om de Matthäus-Passion van Bach uit te voeren in de Grote Kerk van Naarden. Daarbij wilde de vereniging de tegenhanger zijn van de grootschaliger uitvoeringen onder leiding van Willem Mengelberg in het Concertgebouw. 
Dirigenten van het ensemble waren:
- Johan Schoonderbeek (1921-1927)
- Evert Cornelis (1927-1931)
- Anthon van der Horst (1931-1965)
- Charles de Wolff (1965-1983)
- Jos van Veldhoven (1983-2018)
- Shunske Sato (2018-2023)

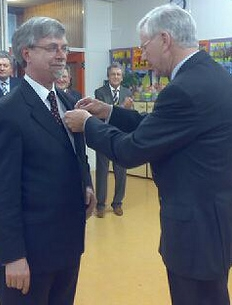
Jos van Veldhoven ontvangt Gouden Speld van Bachcomité in Aardenburg (2008)

Na zijn vertrek in 1983 richtte dirigent De Wolff met enkele koorleden van de Nederlandse Bachvereniging het Bachkoor Holland op, dat eveneens jaarlijkse Matthäus-uitvoeringen geeft, en wel in de Pieterskerk te Leiden. 
Vooruitlopend en terugblikkend op het honderdjarig bestaan van de vereniging in 2021 neemt het ensemble, in samenwerking met gastmusici, alle 1080 werken van Johann Sebastian Bach op, die gepubliceerd worden op een speciale website onder de titel "All of Bach". Anno 2022 heeft de Nederlandse Bachvereniging ruim 350 werken opgenomen, die alle gratis te zien en te beluisteren zijn.
In 2024 dirigeerde Johanna Soller als gast de Matthäus Passion. In april 2025 werd haar benoeming bekendgemaakt als artistiek leider met ingang van het seizoen 2026-2027.